# Уряд Латвії
Уряд Латвії — вищий орган виконавчої влади Латвії. Згідно зі статтею 58 Сатверсме Кабінету Міністрів Латвії підпорядковані всі установи державного управління. Кабінет міністрів приступає до виконання своїх обов'язків після того, як Сейм висловив йому свою довіру. Окремим міністрам і державним міністрам, яких Прем'єр-міністр призначає пізніше, необхідно спеціальне рішення Сейму про довіру. Якщо Сейм висловлює недовіру Прем'єр-міністру, у відставку повинен подати весь Кабінет. Якщо недовіру виражено окремому міністру, він повинен подати у відставку, а Прем'єр-міністр повинен запросити на його місце іншу особу. Недовіру Кабінету міністрів Сейм висловлює шляхом прийняття відповідного рішення або відхиливши поданий Кабінетом міністрів проєкт чергового річного державного бюджету.

## Історія урядів Латвії
- 1918—1940 — Кабінет міністрів ЛР (в 1919—1920 рр. Існував альтернативний Радянський уряд ССРЛ, в 1919 р також альтернативний пронімецький уряд ЛР);
- 1940—1946 — Рада народних комісарів Латвійської РСР;
- 1946—1990 — Рада міністрів Латвійської РСР;
- 1990—1993 — Рада міністрів ЛР.

## Функції та повноваження Кабінету міністрів

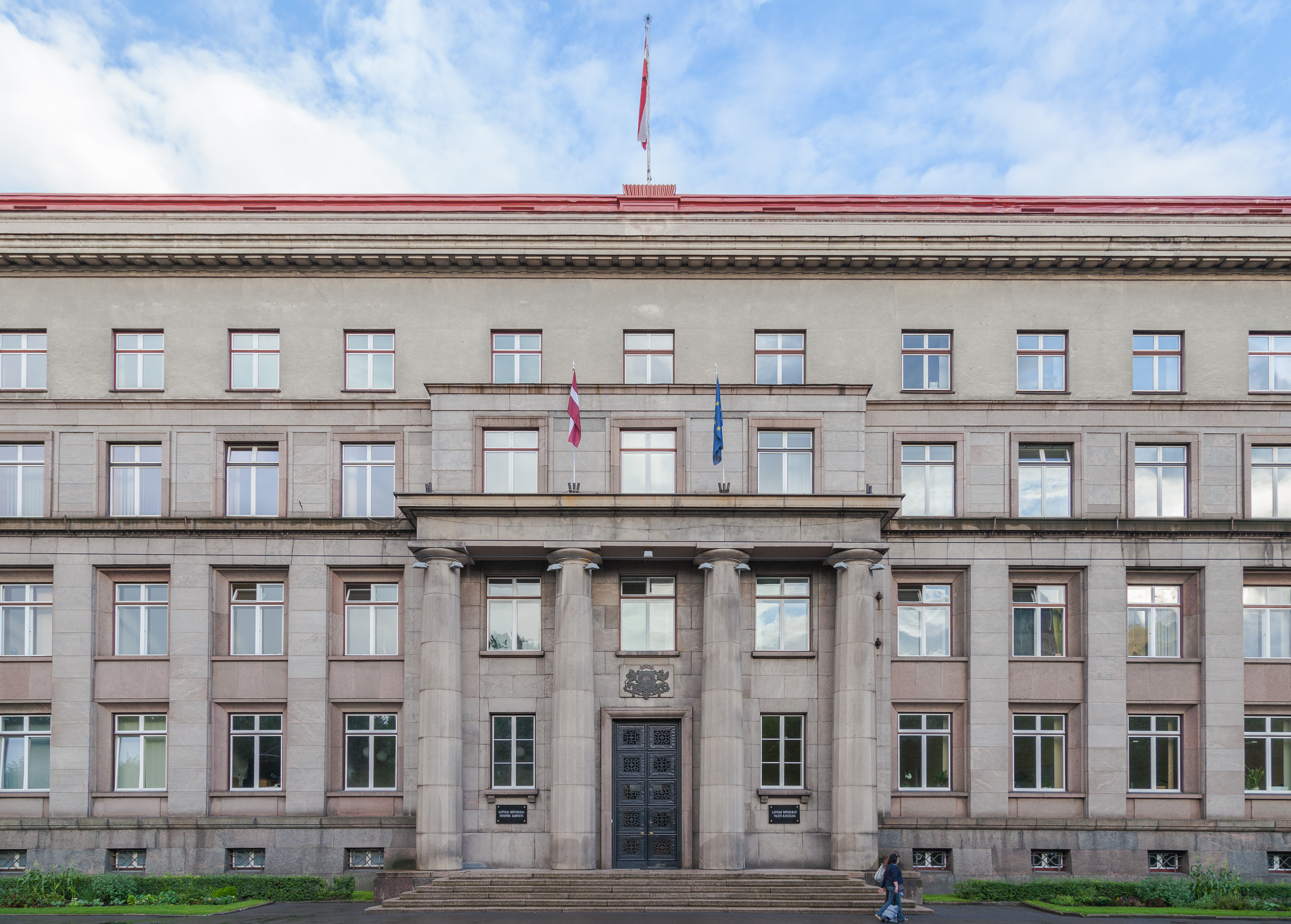
Будівля Уряду та Верховного суду Латвії

Прем'єр-міністру підпорядковуються всі установи державного управління. Кабінет міністрів має право пропонувати закони, право призначати або затверджувати на посаду значну частину чиновників цивільної служби. Кабінет міністрів обговорює або приймає рішення по всіх справах, які входять в його компетенцію відповідно до Сатверсме (Конституції) і законам. Кабінет міністрів може публікувати нормативні акти — правила — в наступних випадках:
- якщо закон дає Кабінету міністрів на те особливі повноваження;
- щоб затвердити міжнародний договір або його проєкт, денонсувати або призупинити дію міжнародного договору, якщо Конституція або закон не передбачають іншого порядку;
- якщо це необхідно для застосування правових актів ЄС і відповідне питання не врегульоване законом[3].

До 2007 року Кабінет міністрів міг видавати правила також в порядку, встановленому статтею 81 Конституції, тобто між сесіями Сейму, в разі термінової необхідності. До 2008 року Кабінет міністрів міг видавати правила також, якщо відповідне питання не було врегульоване законом.
Правила, затверджені Кабінетом міністрів, не можуть вступати в протиріччя з Конституцією і законами. Правила повинні містити посилання про те, на підставі якого закону вони опубліковані. Кабінет міністрів і окремий міністр можуть видавати інструкції, обов'язкові для підпорядкованих їм інституцій:
- якщо закон або правила дають особливі повноваження на це Кабінету міністрів або окремому міністру;
- якщо відповідне питання не врегульоване законом або правилами.

Прем'єр-міністр, віце-прем'єр-міністр і міністри мають право видавати розпорядження у випадках, встановлених законами і правилами Кабінету міністрів. Розпорядження — це адміністративний акт індивідуального характеру, який належить до окремих державних інституцій та посадових осіб.

## Голова уряду
- Прем'єр-міністр — Евіка Сіліня[5].
- Віце-прем'єр-міністр — Арвілс Асераденс (англ. Arvils Aseradens).

## Кабінет міністрів
Склад чинного уряду подано станом на 26 вересня 2016 року.
| Міністерство                                                           | Міністр                                    | Фото | Партія                |
| ---------------------------------------------------------------------- | ------------------------------------------ | ---- | --------------------- |
| Міністерство внутрішніх справ                                          | Ріхардс Козловскіс (Rihards Kozlovskis)    |      | Єдність               |
| Міністерство економіки                                                 | Арвілс Асераденс (Arvils Aseradens)        |      | Єдність               |
| Міністерство закордонних справ                                         | Едгар Рінкевичс (Edgars Rinkevics)         |      | Єдність               |
| Міністерство культури                                                  | Даче Мельбарде (Dace Melbarde)             |      | Національна асоціація |
| Міністерство науки і освіти                                            | Карліс Садурскіс (Karlis Sadurskis)        |      | Єдність               |
| Міністерство оборони                                                   | Раймондс Берґманіс (Raimonds Bergmanis)    |      | Союз зелених і селян  |
| Міністерство охорони здоров'я                                          | Анда Чакса (Anda Caksa)                    |      | Союз зелених і селян  |
| Міністерство охорони навколишнього середовища і регіонального розвитку | Каспарс Герхардс (Kaspars Gerhards)        |      | Національна асоціація |
| Міністерство соціального забезпечення                                  | Яніс Рейрс (Janis Reirs)                   |      | Єдність               |
| Міністерство сільського господарства                                   | Яніс Дуклавс (Janis Duklavs)               |      | Союз зелених і селян  |
| Міністерство транспорту                                                | Ульдіс Аугуліс (Uldis Augulis)             |      | Союз зелених і селян  |
| Міністерство фінансів                                                  | Дана Рейзнісе-Озола (Dana Reizniece-Ozola) |      | Союз зелених і селян  |
| Міністерство юстиції                                                   | Дзінтарс Расначс (Dzintars Rasnacs)        |      | Національна асоціація |